# 바시미르

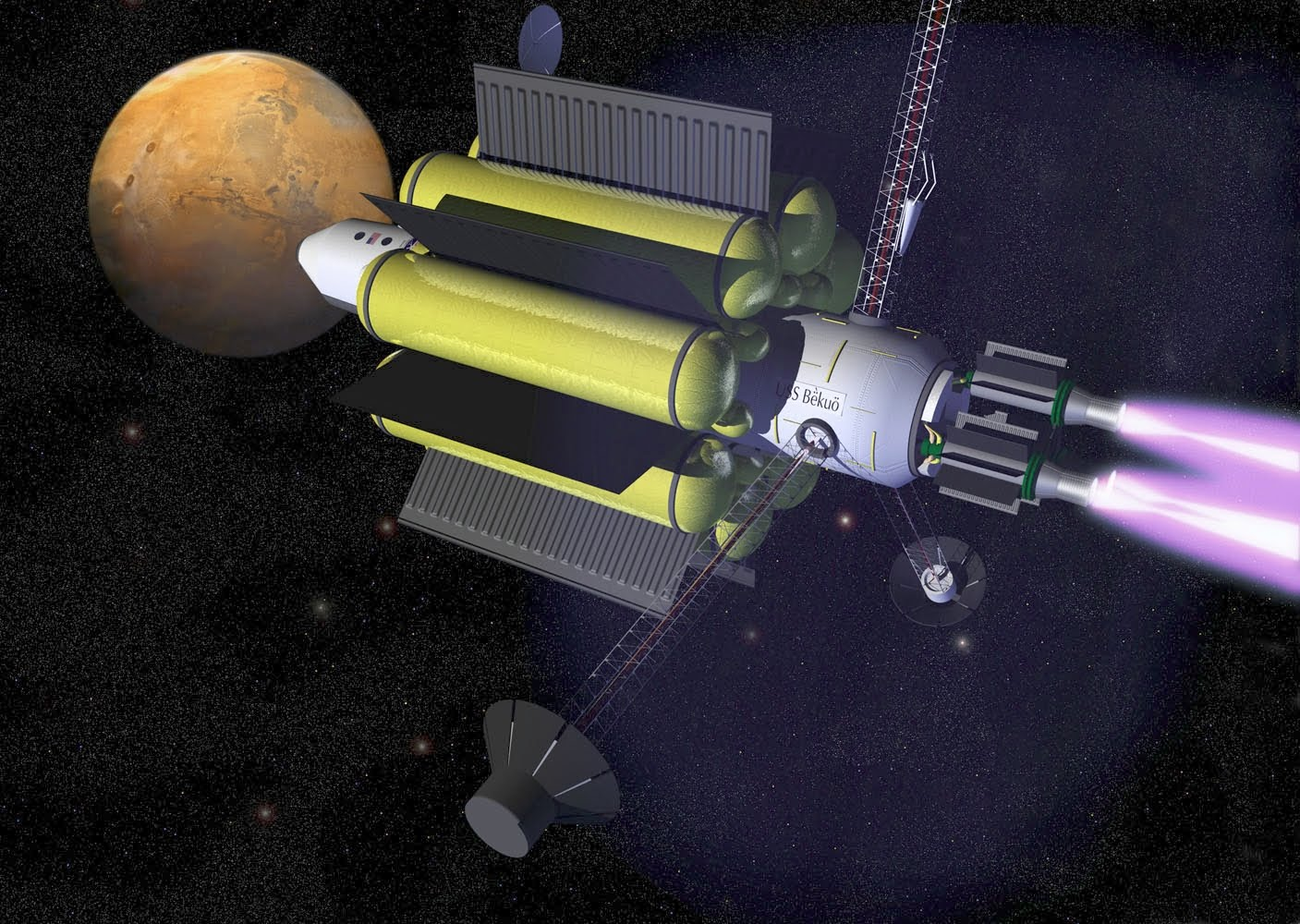
바시미르 엔진을 장착한 우주선 가상도

바시미르(Variable Specific Impulse Magnetoplasma Rocket, VASIMR)는 미국 애드 애스트라가 개발중인 플라스마 추진 엔진이다. 가변 비추력 자기 플라스마 로켓의 영어 약자이다.

## 역사
2000년, 미국 항공우주국(NASA) 존슨우주센터는 최근 3개월만에 화성에 도착할 수 있는 플라즈마(이온가스)추진 로켓(VASIMR, Variable Specific Impulse Magnetoplasma Rocket)을 개발중이라고 밝혔다.
2002년, 미국항공우주국 존슨우주센터는 플라스마엔진(VASIMR)의 온도를 진공 상태에서 100만°C까지 올리는 데 최근 성공했다. 그 주역인 창-디아즈 박사는 바시미르 엔진을 2004년 국제우주정거장에 붙여 우주공간 실험을 할 계획이라고 말했다.
NASA 우주비행사 출신 프랭클린 창 디아즈가 1977년 바시미르 엔진의 개념을 고안했다. NASA에서 은퇴한 프랭클린 창 디아즈는 2005년 1월 14일 애드 애스트라 회사를 설립했다.
2015년 3월 애드 애스트라는 NASA로부터 바시미르 엔진인 VX-200SS를 개발하기 위한, 1000만 달러의 계약을 수주했다. 지금까지 화성 탐사를 위해 제안된 어떤 엔진보다 빠르다.
바시미르는 플라스마를 분출해서 얻는 힘으로 우주선을 움직이며, 최고 초속 50 km(마하 147)의 속도로 화성까지 5개월 만에 주파할 수 있다.
핵융합로 제조를 위해 개발된 기술을 이용해 섭씨 100만도로 가열한 플라스마를 강력한 자기장 노즐로 분출시켜 추력을 얻는 방식을 쓴다. 추진체를 화학로켓의 10분의 1만 실어도 되기 때문에 장기 가속과 장거리 여행에 유리하다.
이온은 전하를 띠는 원자 또는 분자를 뜻한다. 이온화(Ionization)란 원자와 분자에 전자를 더하거나(음이온) 빼(양이온) 전기적 특성을 띠게 하는 것으로 특히 이온화된 가스를 플라스마(Plasma)로 부른다. 이온 엔진은 제논(xenon), 크립톤(krypton), 아르곤(argon) 등의 추진제를 플라스마로 만들어 전기적 특성을 띠게 한 후 이를 정전기 혹은 전자기 방식으로 가속시켜 방출함으로써 운동량 보존 법칙에 따라 추진력을 얻는 전기 추진 방식의 일종이다.

## 같이 보기
- 유인화성탐사